# Semion Kojine
Semion Leonidivitch Kojine (en russe : Семён Леонидовичович Кожин, en anglais : Simon Kozhin), né le 11 mars 1979 à Moscou, est un peintre russe.

## Biographie
Semion Leonidivitch Kojine est né le 11 mars 1979 à Moscou. Son père, Leonid Arkadievitch Kojine, est ingénieur de profession, sa mère, Irina Mikhaïlovna Kojina (née Daïtchoutova), est professeur d’anglais.
Il a joué à plusieurs reprises au cinéma des rôles occasionnels, notamment en collaboration avec Gorki Film Studio.
Entre 1988 et 1990, Kojine a rejoint l’école d’art Krasnopresnenskaïa à Moscou, en parallèle à des études dans une école secondaire. En 1990, il a intégré le lycée artistique de l‘Académie russe des Arts. Avec ses camarades de classe, il a fait des voyages de plein air en Russie (à Velikie Louki, Riazan, Solovki, des villes de « l’Anneau d’Or »). Dans le cadre d’un sujet de thèse, il a réalisé une série d’illustrations pour un programme complet sur l’Histoire de la Russie.
En 1997, il a rejoint la Faculté de peinture de l’Académie russe de peinture, de sculpture, et d’architecture. En 2001, il reçoit la mission de réaliser une petite toile, nommée Vacances. Il a imaginé et peint deux versions de la composition Mardi Gras et Les adieux à l'hiver. En 2002, il est engagé dans un atelier paysagiste sous la direction d’Alexandre Pavlovitch Afonine. En 2003, il a fait une soutenance de diplôme sur la toile Le Monastère de Ferapontov.
Depuis l’année 2000, il participe activement à des expositions. Il peint des paysages, des natures mortes, des peintures de genre et historiques. Il travaille avec des techniques telles que l’aquarelle, la gouache, l’acrylique, l’huile et la peinture tempera. Actuellement[Quand ?], il vit et travaille à Moscou.
Au cours des années 2001-2002, il fait des voyages créatifs en Angleterre et réalise une série de toiles de nature avec des vues de la campagne anglaise à Haddenham (Buckinghamshire).
En 2004, il réalise l’illustration en acrylique d’un livre biographique pour enfants sur le célèbre ténor italien Luciano Pavarotti. Le livre a été publié en Corée. Il réalise une série d’œuvres graphiques sur les contes des frères Grimm intitulés Raiponce et Hansel et Gretel.
Entre 2005 et 2015, il voyage beaucoup en Russie : Oblast de Tver, Oblast de Kalouga, dans l’Anneau d’Or, et dans l’Oural, ainsi qu’à l’étranger ; il peint une série de toiles : en Angleterre, à Malte, en Irlande, en Suisse, en Grèce, en Turquie, en Espagne, en Italie, et dans d’autres pays. La place prépondérante dans l’œuvre de Kojine appartient à l’ambiance du paysage, un dessin fort prédomine, et en même temps, de fines gammes de couleurs de dégradés violets et bleus. Des observations de vues en extérieur de la nature, avec des couleurs et compositions bien réfléchies, sont associées dans les œuvres. Le peintre utilise parfois son imagination dans ses œuvres, faisant appel aux compositions de genre et historiques.
Parmi les nombreux paysages de Moscou, de Saint-Pétersbourg et de Kolomenskoe, les toiles de genre et historiques, et les croquis réalisés par l’artiste entre les années 2000 et 2015, il y a Voie de la Grenade, Ivan Koupala. Divination sur les Couronnes, Au Couvent de Novodievitchi, La Chasse russe, e New Albion. Navire de Francis Drake, Golden Hind, Valaam. Bosquet forestier, Mardi Gras. Les Adieux à l'hiver, Vieux Chêne à Kolomenskoe, et Divination de Noël, La chasseresse, Moscou vue de haut, et bien d’autres. Le peintre est passionné par les vues nocturnes des villes, dans lesquelles des notes d’agitation et d’expression dans la manière de peindre suscitées par l’influence des impressionnistes, une série complète de paysages nocturnes apparaissent : Nuit du Nouvel An. Épicerie Yeliseyski, Cathédrale Saint-Basile le Bienheureux, Le Tower Bridge, L'Arc de Wellington et d’autres.
En plus de motifs urbains, Kojine fait référence à des thèmes traditionnels de peinture de paysages, exploitant pour cela toutes les possibilités. Aux vues panoramiques avec beaucoup de plans clairs et lisibles, avec une large zone de couverture, il préfère des sujets intimistes: le coin jardin, une forêt enneigée, un jeu de points lumineux sur la surface de l’eau. En ressentant finement la beauté trompeuse dans la nature, le peintre est capable de transmettre une variété de nuances dans son ambiance. Comme, par exemple, dans les toiles Le jardin de grand-mère, Décembre, et Bodroum. Bodroum. Aube rosée.
Après un énième voyage en Grande-Bretagne, le peintre a peint une série d’aquarelles, enchanté par la maitrise des aquarellistes anglais. En 2003, il s’est rendu à Oxford pour visiter l’exposition La poésie de la vérité au musée Ashmole, où ont été entreposées d’immenses toiles d’aquarelle. Après cela, il peint à l’aquarelle des toiles Malte, Les Montagnes du Connemara, Notley Abbey en Angleterre et d’autres. Ces toiles sont imprégnées par l’air et la légèreté qui sont tellement naturels pour l’aquarelle. Le peintre utilise des techniques de peinture sur du papier sec et humide, recherchant l’effet des joyaux de la peinture.
Entre les années 2000 et 2006, Kojine se tourne souvent vers le genre de la nature morte. Ici, et comme dans le paysage, le fait d’admirer les formes et les couleurs n’est pas suffisant pour lui. Le peintre exploite les techniques des peintures flamandes, peint des natures mortes sur des panneaux de parquetage. Ses compositions sont originales dans la conception, complexes dans la texture et la technique de peinture, pleines de connotations associatives, comme Nature morte avec un homard, Nature morte avec des coquillages, Nature morte avec des fleurs. Imitation de peintures flamandes.
Entre 2001 et 2007, il se consacre au genre historique, avec la création d’une série d’esquisses et de peintures consacrées à la Guerre Patriotique de 1812, parmi les peintures de cette série : Requiem pour A.A. Touchkov, Rubicon. Traversée de la rivière par la division de Denis Davydov. 1812, 2001, Fuite de Napoléon face aux Cosaques. Le choix du thème et sa réalisation figurative faisaient écho aux ambitions de l’auteur, épris de liberté et de patriotisme. Exposées entre 2002 et 2005 lors d’expositions des artistes du groupe Primavera à la Maison Centrale des peintres, les œuvres ont apporté à l’auteur la gloire et l’ont désigné comme un maitre de la peinture historique.
Kojine expérimente beaucoup de techniques de peinture, la réalisation de l'effet de volume, des images translucides et superposées. Dans ses œuvres, le peintre associe une peinture lisse à une touche énergique et à des couleurs apposées sur les endroits clairs, visant un volume et une profondeur d’image. Entre 2006 et 2015, les œuvres de Kojine ont été présentées avec succès à des expositions et à des ventes aux enchères de la peinture russe aux États-Unis, en Suisse, en Grande-Bretagne, et en Irlande.
Ses œuvres figurent dans des collections privées et des musées en Russie, en Angleterre, en Suisse, aux États-Unis, en Chine, et dans d’autres pays.

## Expositions
- 2001 — Voyage créatif en Angleterre, Haddenham, Buckinghamshire.
- 2002 — Exposition conjointe du groupe créatif Primavera à la Maison centrale des peintres.
- 2003 — Exposition Fresh Art à Londres. Participation à l’exposition Nous sommes tous un peu des chevaux, organisée par la galerie antique « Au Staromonetnom ».
- 2004 — Exposition Hiver, hiver, partout l’hiver à la galerie antique « Au Staromonetnom ». Série de peintures sur Moscou pour la décoration intérieure d’une banque. Exposition Énergie des Couleurs à Londres à la galerie Collyer-Bristow.
- 2005 — Exposition conjointe du groupe créatif Primavera à la Maison centrale des peintres. Exposition Art Russe Contemporain à Londres à la galerie Collyer-Bristow ; Exposition Traditions Russes au Centre de Restauration russe. Exposition Saisons dans la galerie antique au « Staromonetnom ». Exposition Tradition russe à Washington, aux États-Unis. Exposition Nouvel Art russe à la galerie Oriel à Dublin, en Irlande.
- 2006 — Exposition Art Russe Contemporain à l’hôtel Carlton de Saint-Moritz, en Suisse. Exposition Londres-Paris-New-York à Londres dans la galerie Collyer-Bristow.
- 2007 — Exposition Les 20 ans de l’Académie au Manège consacrée au vingtième anniversaire de l’Académie russe de peinture, de sculpture et d’architecture. Exposition Cycle de vie Art Bash Création dans la crypte de la cathédrale St Pancras Parish à Londres. Exposition officielle de Rossport dans le Centre d’Exposition Panrusse Sport 7 (galerie Art Olympus). Exposition Prazdnik stolitsi au Gostiny Dvor. Exposition Master 2007 dans le Centre d’Exposition Panrusse. Exposition Le Miracle Russe dans le Centre d’Exposition Panrusse.
- 2008 — Exposition Poésie de la vérité à la galerie Les Oreades à la Maison centrale des peintres. Exposition à la RAO UES Russie dans le cadre d’Académia +, avec le soutien du Fonds de la Culture de la fédération de Russie. Exposition L’Europe au Printemps, dans la galerie Oriel, à Dublin, en Irlande. Participation à la vente aux enchères no 11 La Peinture de Genre russe du XXe siècle, ayant eu pour organisatrice la Galerie d’Art Russe, à Moscou. Exposition-vernissage sur la Rive Pouchkine organisée avec le soutien de l’Agence de Marketing Sportif JSA, dans le cadre des régates internationales de Moscou. Vente aux enchères no 72 Artistes Contemporains Réalistes dans la galerie Sovkom (11 septembre 2008). Exposition de jeunes peintres paysagistes dans la galerie N-prospect à Saint-Pétersbourg.
- 2009 — Exposition Art Russe Contemporain à la galerie Oriel, à Dublin, en Irlande. Exposition Traditions de la modernité dans le cadre du projet Jeux de l’imagination dans la galerie Chaliapine, à Moscou. Exposition internationale de peinture, de photographie, de sculpture et de calligraphie du Nord-Est de l’Asie (elle s’est tenue en Chine, dans la ville de Changchun, du 31 août au 15 septembre 2009, participation avec le soutien de l’Union des collectionneurs de l’Altaï). Exposition personnelle Jeux de l’imagination dans les locaux de la Izdatelstvo Izvestiia, à Moscou. 6e Exposition internationale d’art contemporain Russian art week/Semaine de l'art russe (s’est tenue dans les deux capitales Moscou et Saint-Pétersbourg). Exposition Attraction du Réalisme des jeunes artistes réalistes dans l’Institution culturelle d’État «Hall d’Exposition d’État Izmailovo.
- 2008—2009 — Il a participé à plusieurs expositions dans la galerie Elena, à Moscou.
- 2010 — Participation à une vente de charité sur le site Investissements dans l’art, réalisée en faveur des victimes de l’attaque terroriste dans le métro de Moscou du 29 mai.
- 2012 — Exposition personnelle Images visibles dans la salle d’exposition de la maison russe de vente aux enchères dans le Gostiny Dvor (Moscou).
- 2015 - Exposition Récits sur la Crimée, dans le cadre de l’association créatrice Novye Peredvizhniki, à la Maison centrale de l’architecte. Exposition personnelle au Musée-Réserve d’État de Moscou d’Art intégré historique, architectural et paysagiste Kolomenskoe.

## Collections
- Fonds de musée du lycée académique d’Art de Moscou.
- Musée de l’Académie russe de peinture, de sculpture et d'architecture, à Moscou.
- Musée Régional de l’Art de Kalouga.
- Musée d’histoire du Kraï de Kozelsk.
- Musée Central d’État d’Histoire Contemporaine de Russie, à Moscou.
- Musée-Réserve d’État de Moscou d’Art intégré historique, architectural et paysagiste Kolomenskoe-Izmailovo-Lefortovo-Lioublino.
- Musée d’Histoire de la Guerre Patriotique de 1812 de Maloyaroslavets.
- Association de musées « Musées de Moscou ».
- Manoir des Mouraviov-Apostolov, à Moscou.
- Musée d’Art de Sourgout.
- Galerie d’Art au nom de Savitski de Penza.

## Citations
« Une attitude contemplative, un don lyrique, une virtuosité dans l’utilisation de diverses techniques de peinture, et une sensation subtile de la couleur distinguent cet artiste de ses pairs d'atelier et rendent ses œuvres brillantes et impressionnantes dans le contexte contradictoire et ambigu de l’art contemporain. »

— Tahir Salakhov

« Il a un œil remarquable pour la formulation des couleurs. C’est sa façon de penser en matière de composition qui est intéressante, car c’est peu de voir que la couleur. Nous avons encore besoin de ressentir une toile colorée de telle sorte qu’elle vous crée une image plastique et pittoresque de la composition. »

— Vladimir Pogodine

## Galerie

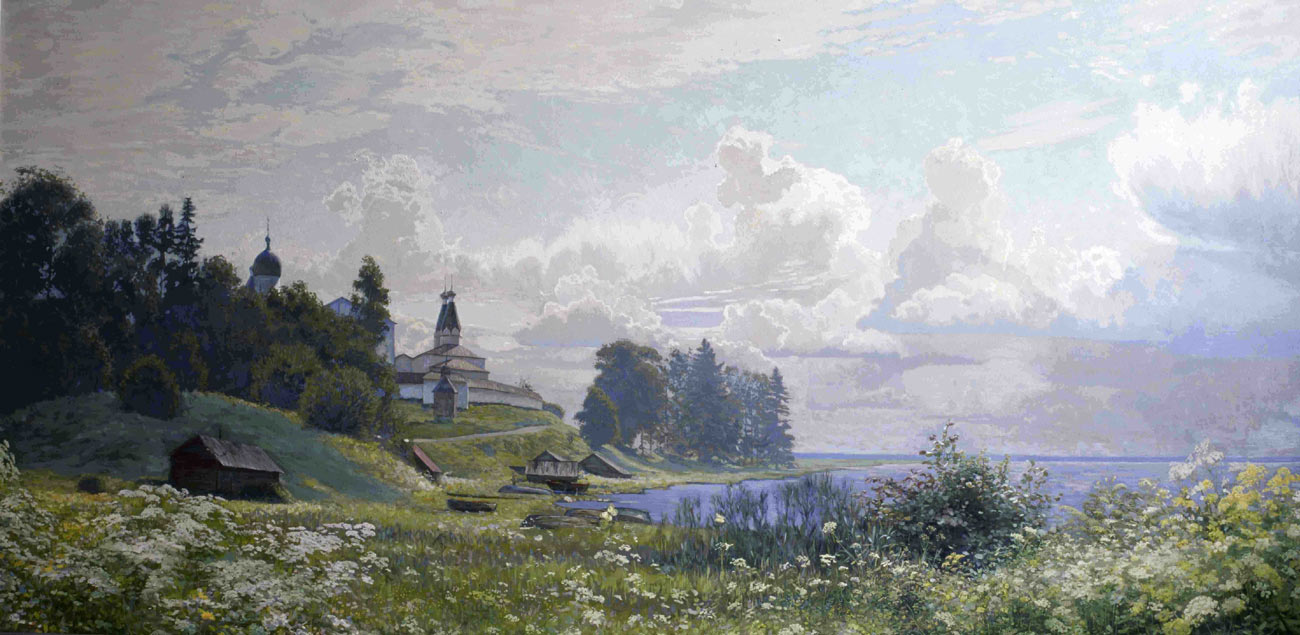
Le Monastère de Ferapontov.
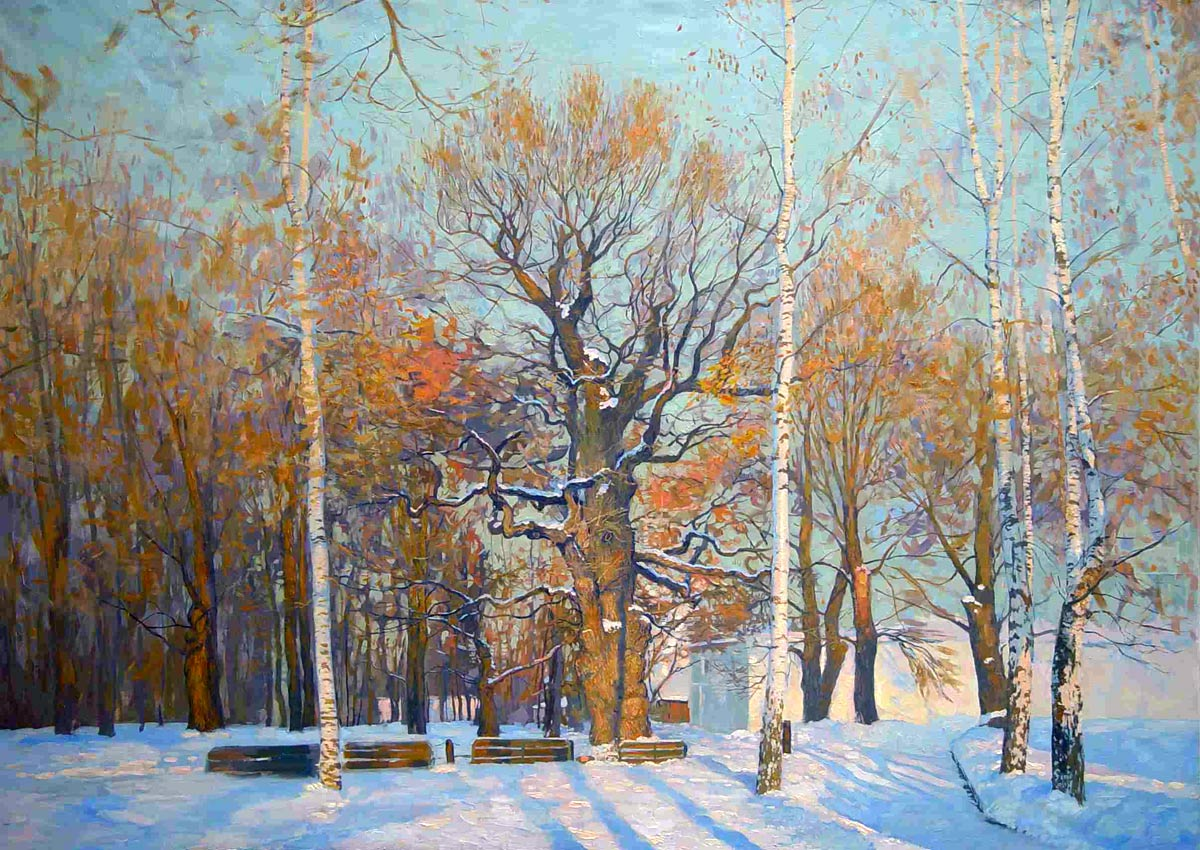
Vieux chêne à Kolomenskoye.
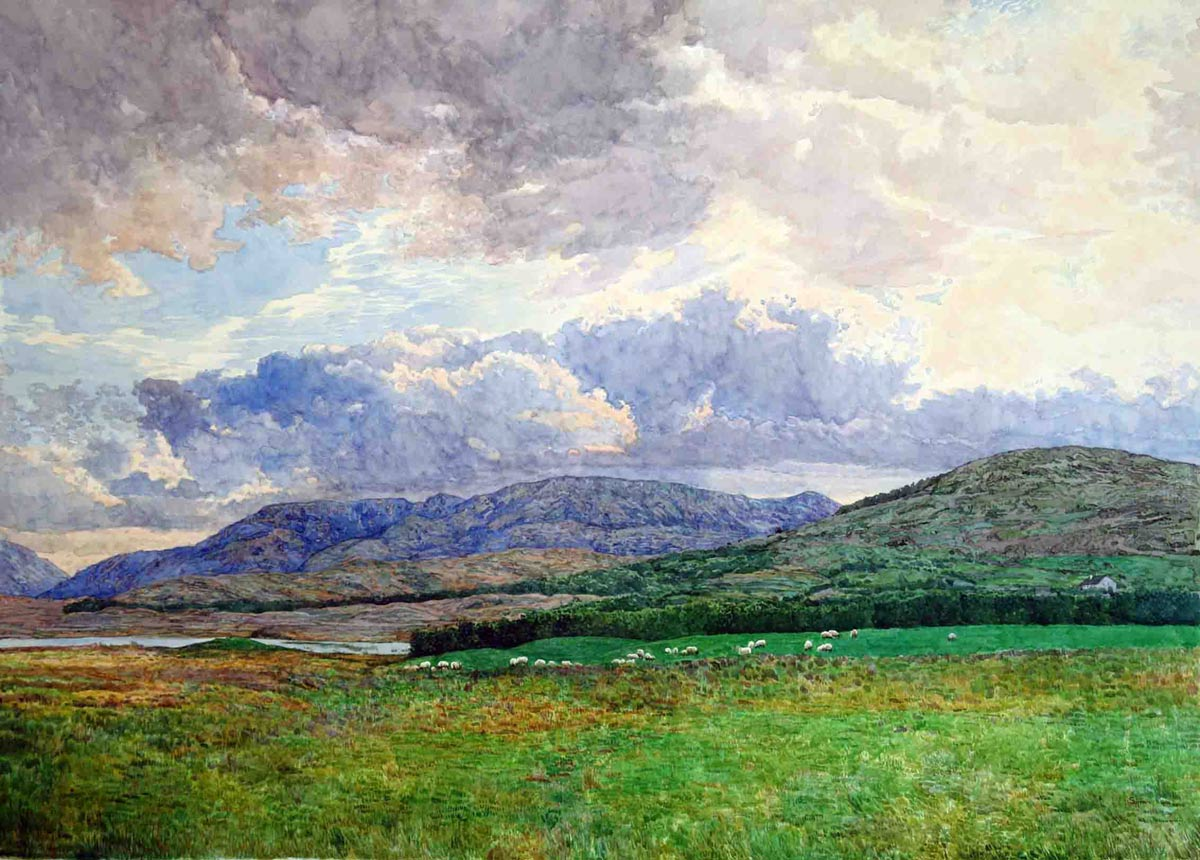
Montagnes du Connemara. Irlande.
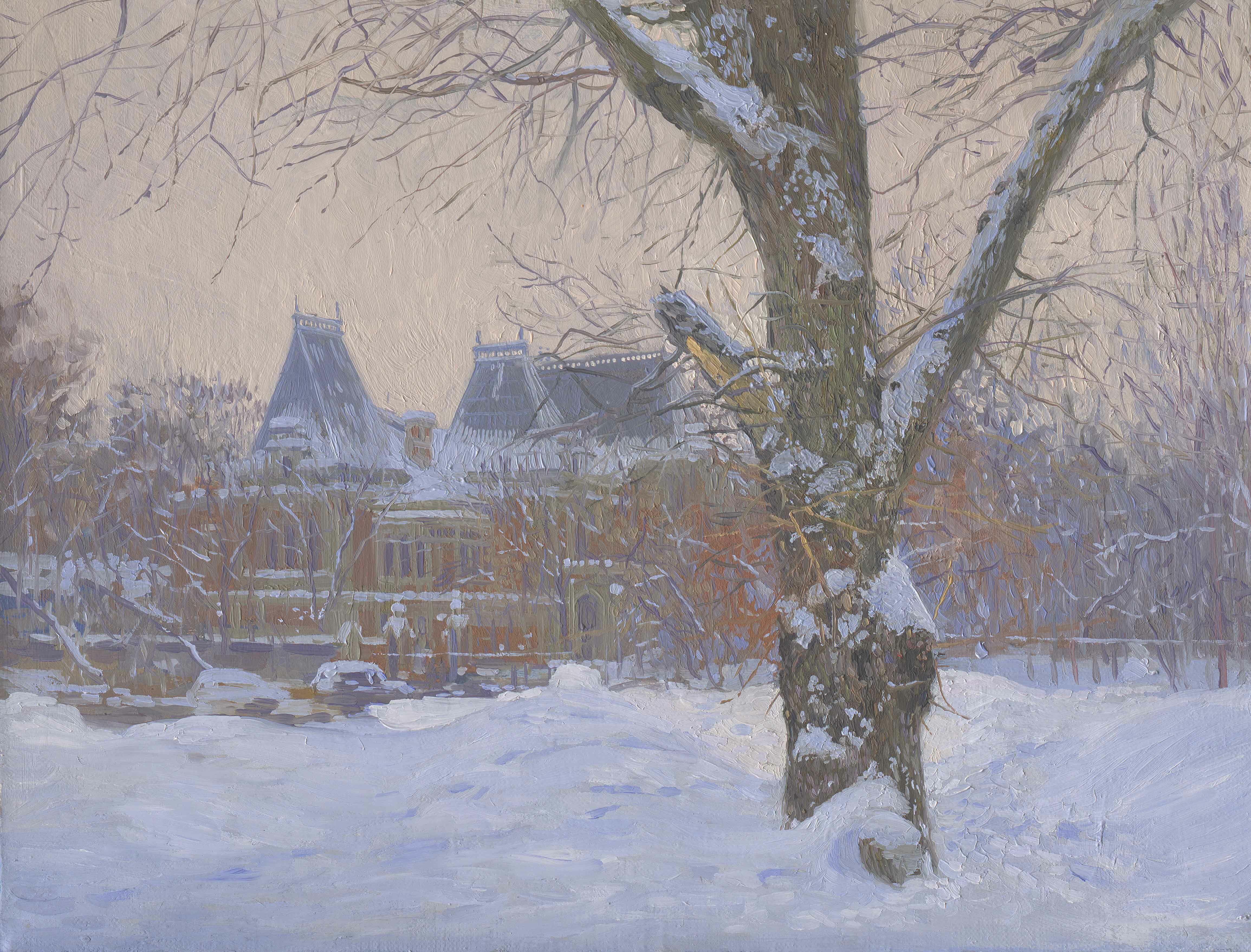
Moscou. La grenade Allée des.
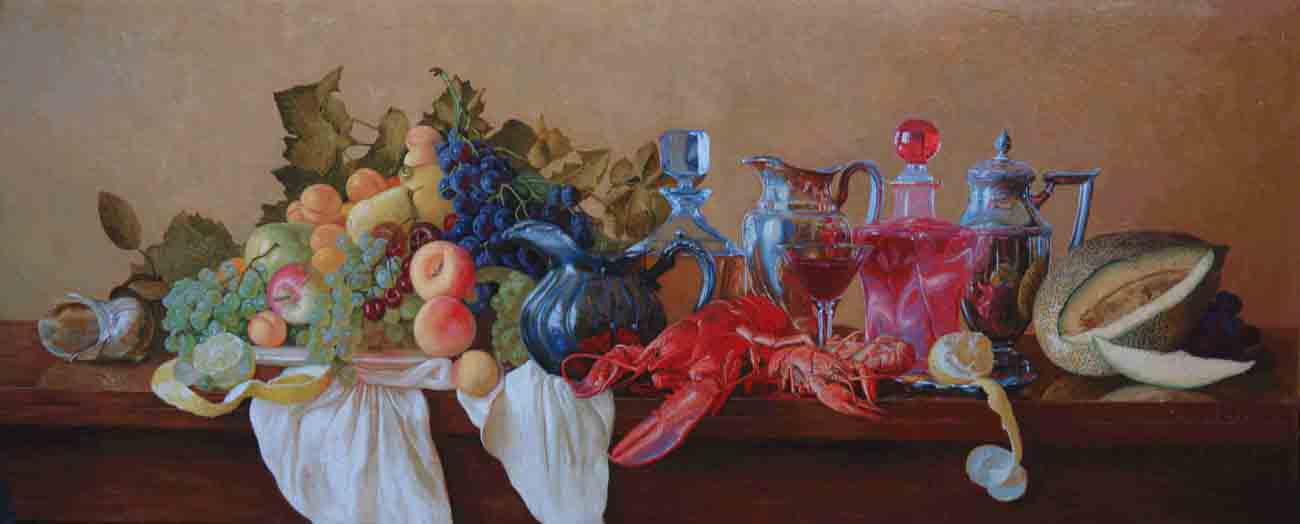
Nature morte avec du homard.
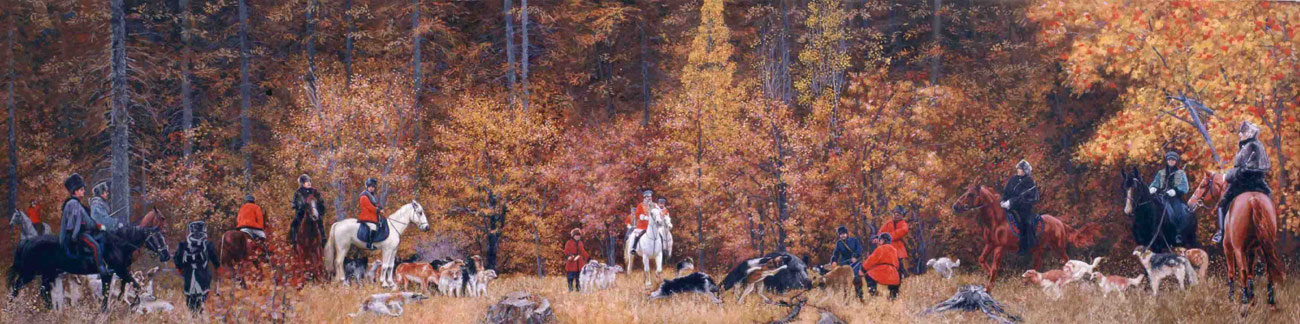
La chasse de Russie.
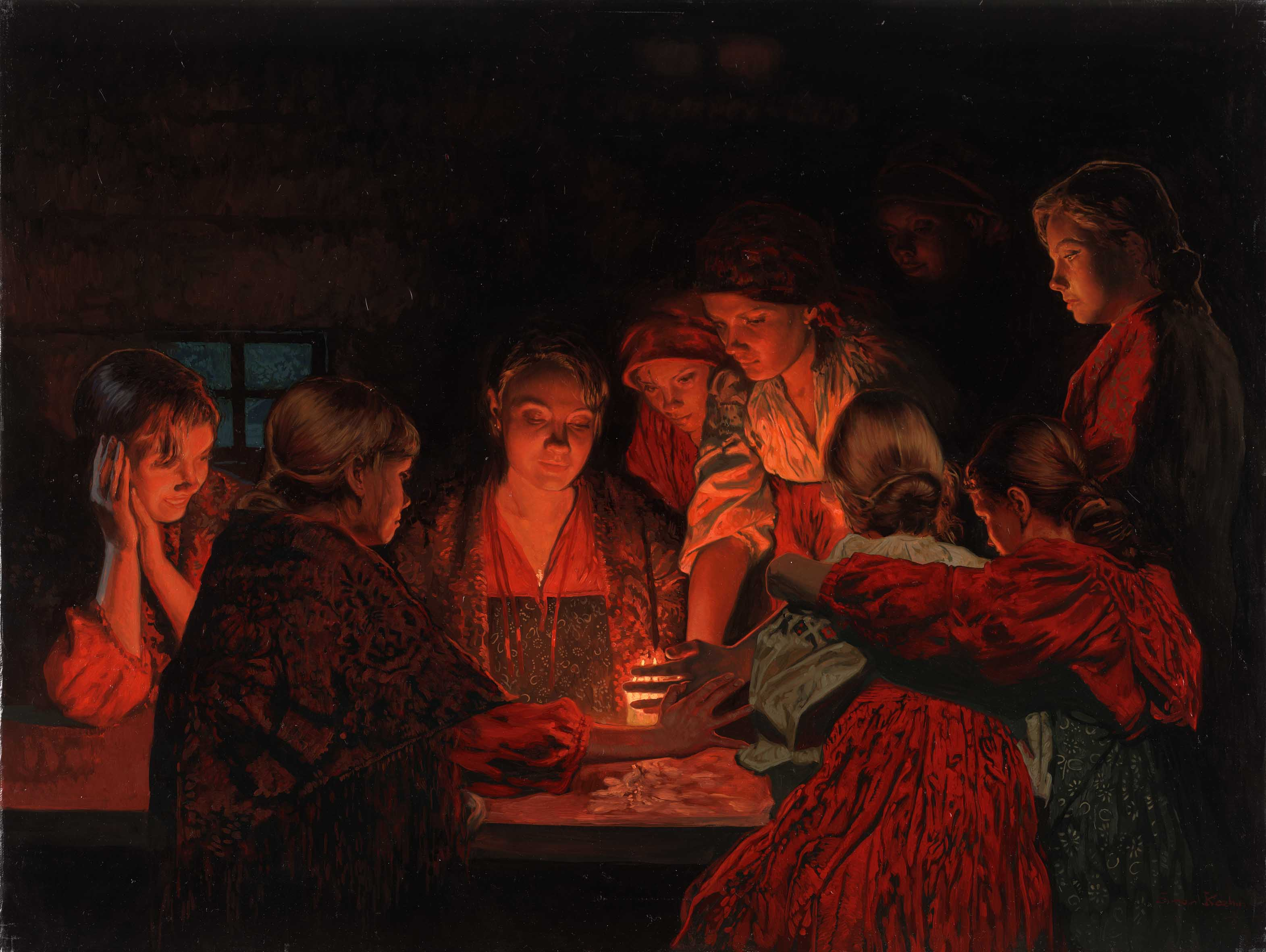
La divination de Noël.
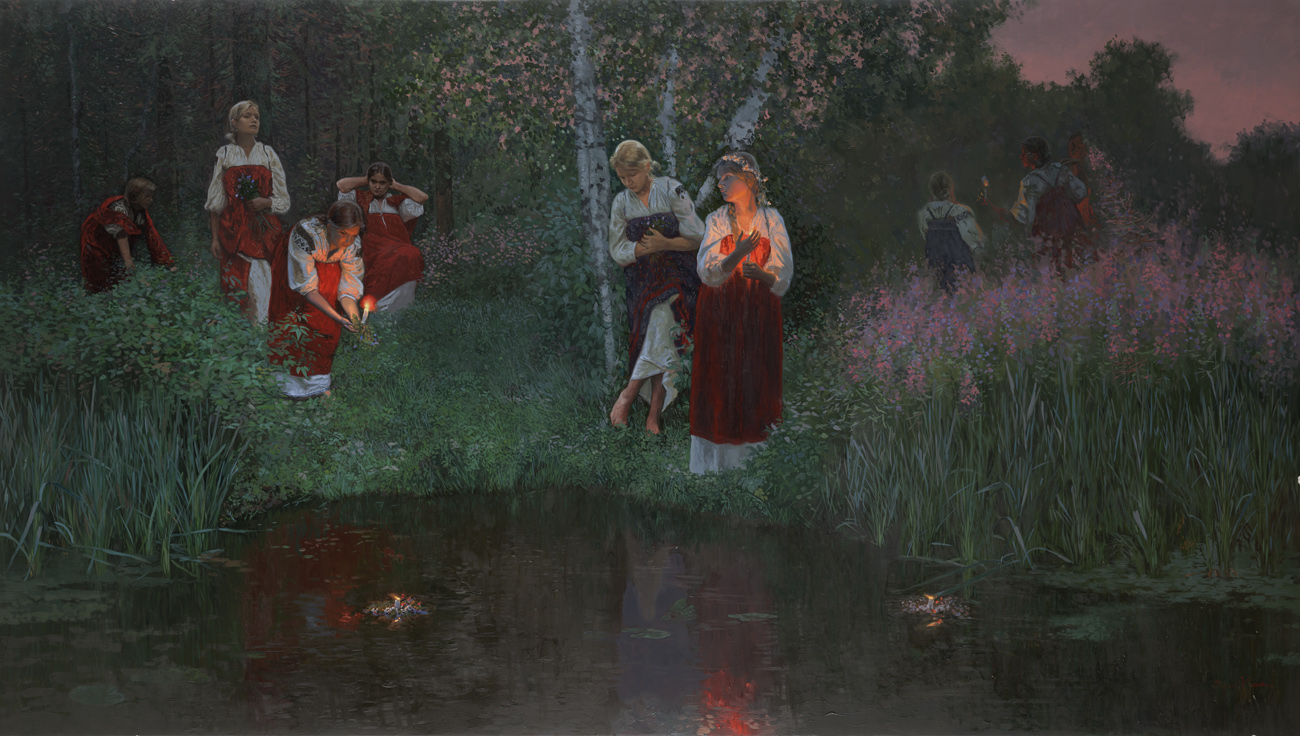
Ivan Koupala. De devinettes sur couronnes de fleurs.
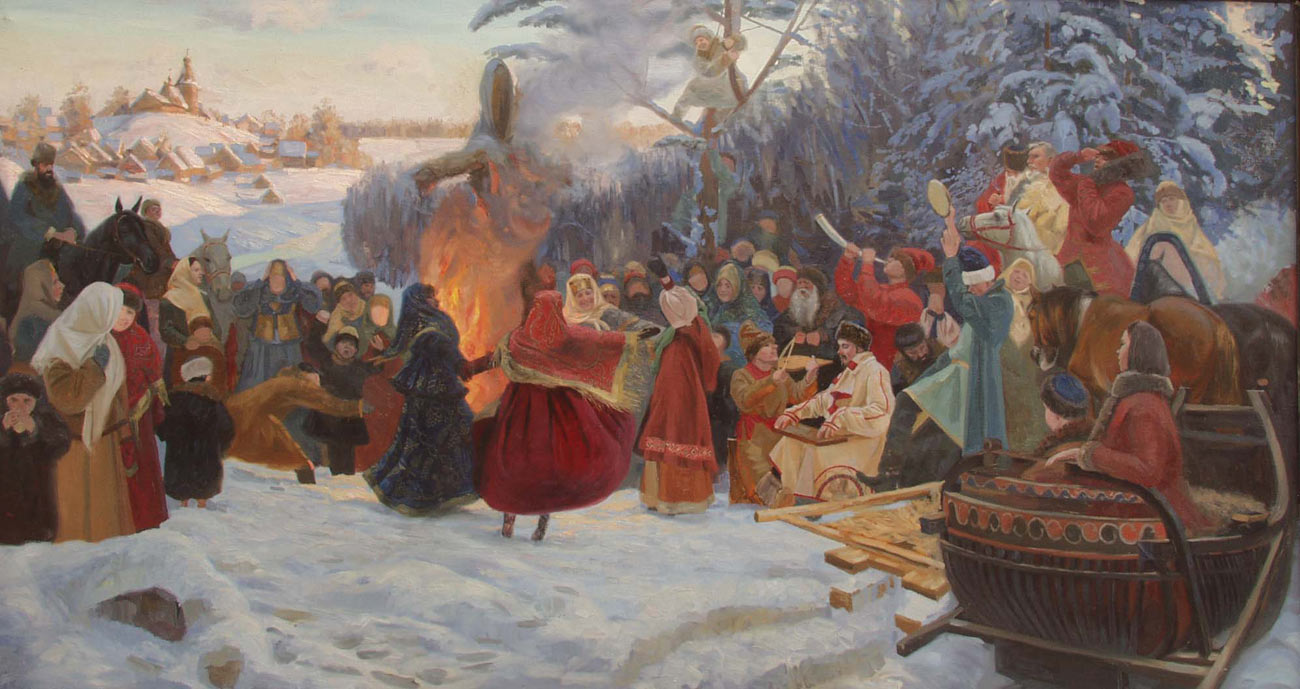
Maslenitsa. D'adieu à l'hiver. Russie XVIIe siècle.
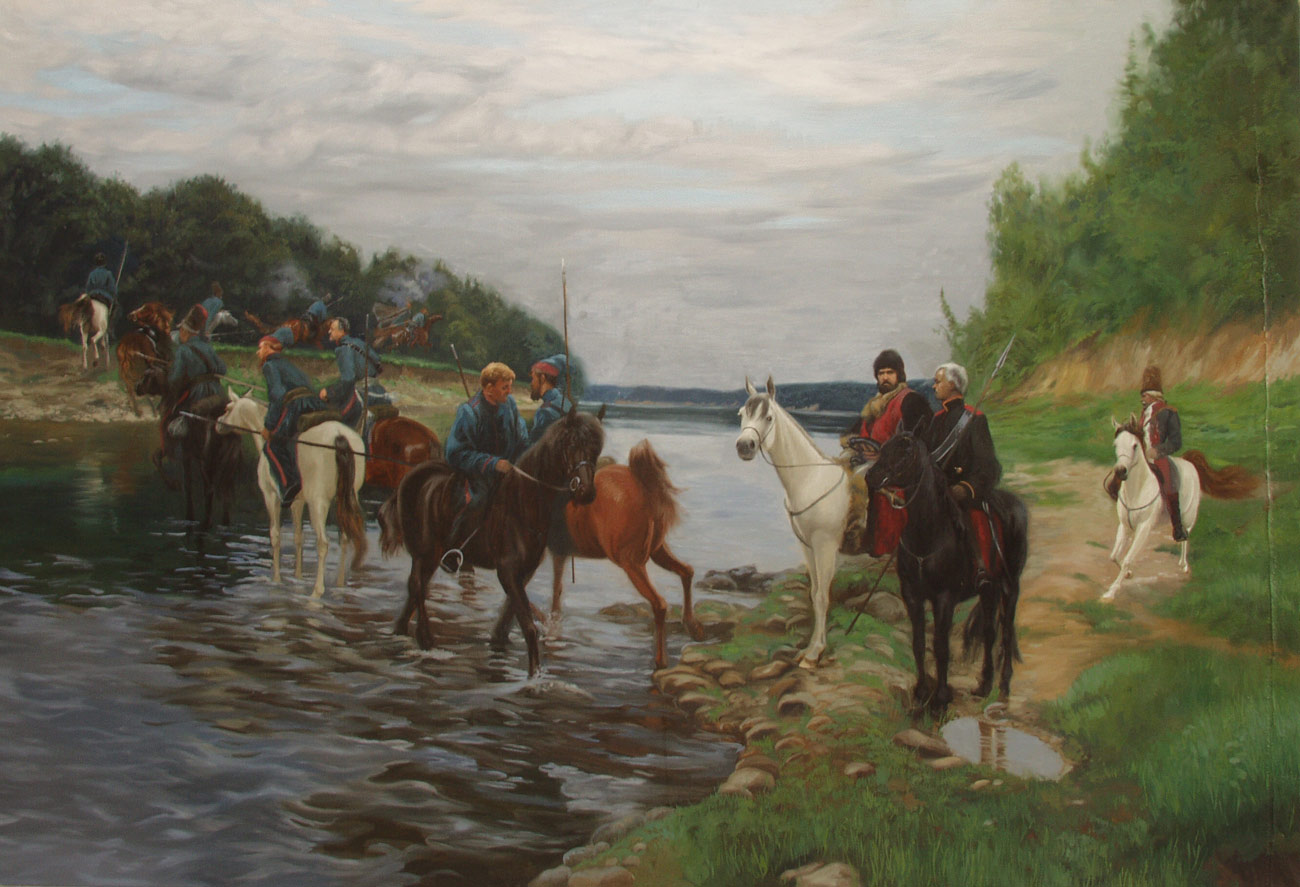
Rubicon. Traversée de la rivière par la division de Denis Davydov. 1812, 2001.
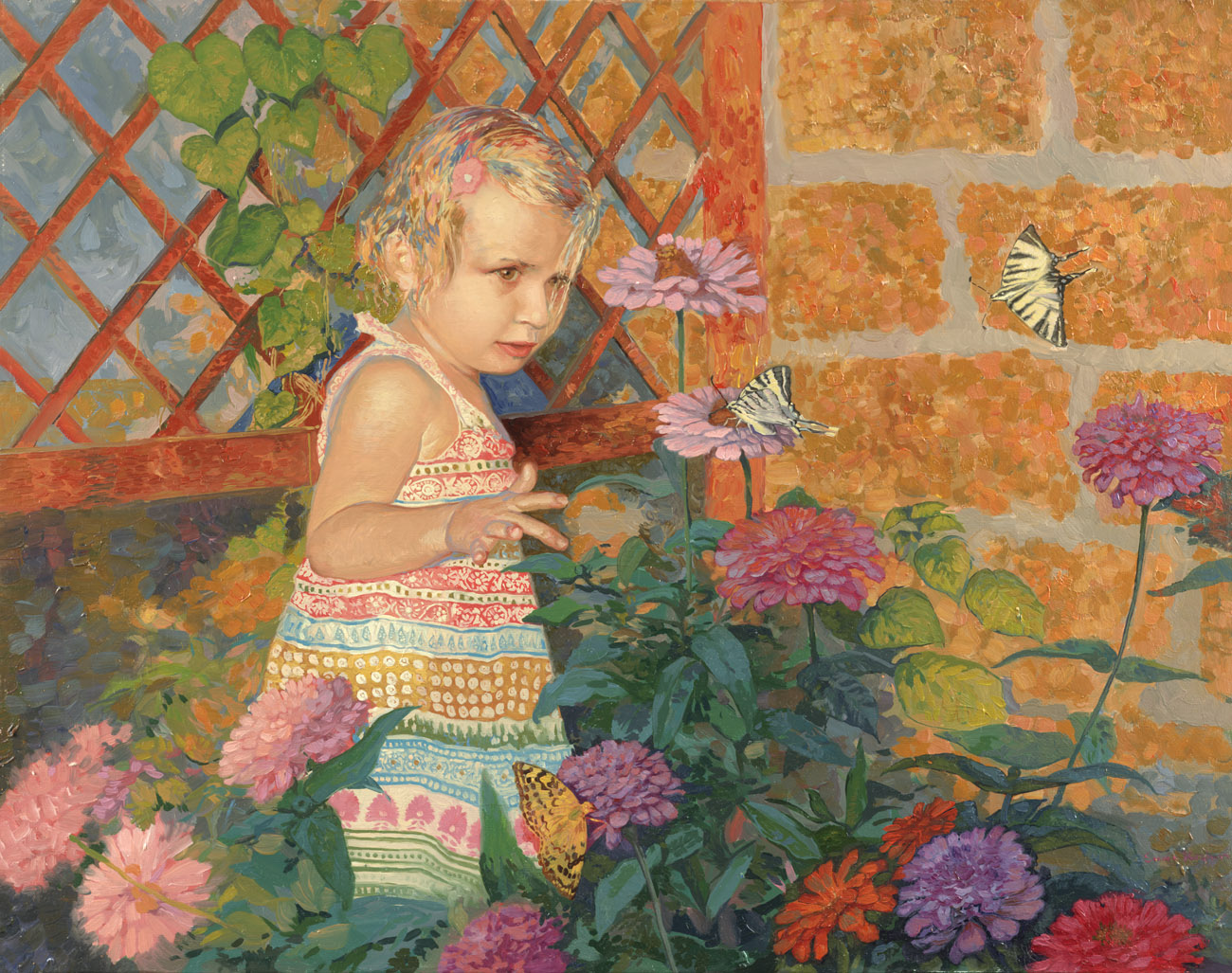
La chasseresse.

### Filmographie
- 2011 — Le créateur - pas un artisan, un film documentaire sur les œuvres de Semion Kojine (Réalisateur Vladislav Artamonov).
- 2015 — Les gens qui rendent la terre ronde – L’artiste

#### Notices
- Site officiel
- Ressource relative aux beaux-arts :   - MutualArt
- Notices d'autorité :   - VIAF
  - ISNI
  - LCCN
  - GND
  - Israël
  - Suède
  - Australie
  - Croatie
  - Russie
  - Tchéquie
  - Portugal
  - Lettonie
  - Corée du Sud
  - WorldCat

#### Vidéos
- Semion Kozhine (1979)
- Peintures du Nouvel An à Moscou
- Péninsule de Kola en plein air
- Plain air peindre la roche à Ischia artiste Semion Kozhine
- Documentaire : Le Créateur - pas un artisan

#### Autres
- Biographie de l'artiste Semion Kozhine et statistiques de ventes aux enchères sur le site ARTinvestment.ru